# KPDF
KPDF is een vrije pdf-lezer voor KDE en TDE, gebaseerd op Xpdf. Het programma werd in eerste instantie gemaakt door Wilco Greven en Christophe Devries. In 2004 werd de ontwikkeling overgenomen door Albert Astals Cid. Anno 2024 wordt alleen de TDE-versie nog mondjesmaat doorontwikkeld door het TDE-team.

## Kenmerken
KPDF is zeer sterk geïntegreerd in TDE en voorheen ook in KDE. Zo kunnen andere programma's, zoals Konqueror, met behulp van een KPart KPDF gebruiken om een pdf-bestand in het eigen venster te tonen.
KPDF bevat een groot aantal functies, waaronder het lezen, doorzoeken, afdrukken van en tekst markeren in pdf-bestanden.
In zowel KDE als TDE is KPDF opgevolgd door Okular, al wordt de TDE-versie van KPDF nog mondjesmaat doorontwikkeld.